# Pozo de Ibarra
Pozo de Ibarra es una localidad mexicana ubicada en el estado de Nayarit, dentro del municipio de Santiago Ixcuintla.

## Localización
Se encuentra al norte del municipio de Santiago Ixcuintla, colindando con el municipio de Tuxpan Nayarit, y está a 72.6 km de la capital del estado: Tepic.
Se localiza geográficamente en los 21°51′54″N y los 105°16′46″W. Se encuentra a una altitud de 30 m s. n. m. (metros sobre el nivel del mar).

## Demografía
La población que registró el censo de 2020 fue de 5834 habitantes.
Es cabecera ejidal y delegación municipal.

## Agricultura
Se produce tabaco, frijol negro Jamapa, sorgo, maíz y maíz elotero.

## Educación
Cuenta con un preescolar, llamado Príncipe Acelot.
También tiene una escuela primaria, de nombre Estado de Chihuahua.
Al igual tiene una escuela secundaria, llamada Ramón López Velarde.
Asimismo, cuenta con el  Centro de Bachillerato Tecnológico Agropecuario (CBTA) N.º 195 Juan Escutia.

## Historia
El sitio de Pozo de Ibarra se ubica temporalmente desde el Periodo Temprano hasta el año de 1300 d. C., con una ocupación continua. Las excavaciones permitieron localizar niveles de ocupación muy antiguos, que atestiguan que los primeros grupos de agricultores aldeanos en este lugar estuvieron hace por lo menos dos mil años.
Se cree que Atecomatlán (como se conocía anteriormente) pasó a llamarse Pozo de Ibarra porque los habitantes de la zona iban a lavar ropas en unas pilas de agua donde se encontraba un pozo de agua de un ciudadano de la zona con apellido “Ibarra”; después de un tiempo, la gente decía: voy a lavar al pozo de Ibarra, quedándosele así el nombre de Pozo de Ibarra alrededor de los años 1932 y 1933.